# Frösön

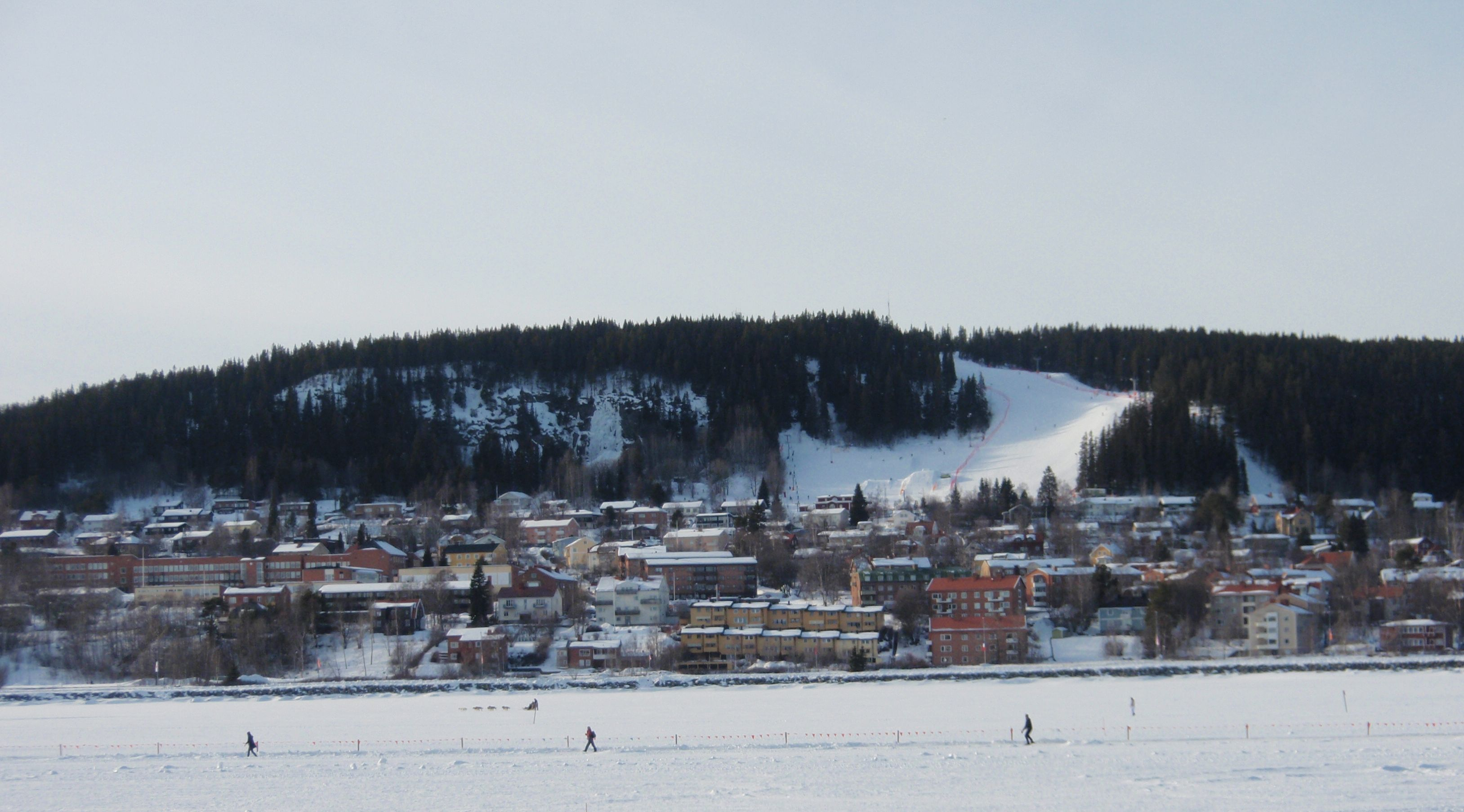
Frösön

Frösön ([fɾøːsøːn], ou [fɾøːsœʏːa]) est une petite île sur le lac Storsjön, située à l'ouest de la ville de Östersund, dans la province du Jämtland. Elle a longtemps été le centre régional du Jämtland.
Frösön abrite la Pierre runique de Frösö, la pierre runique la plus septentrionale ayant été découverte, et datant de 1030-1050 ap. J.-C..
Des fouilles archéologiques menées sous l'église de Fröso ont permis d'identifier ce qui était probablement un lieu de culte nordique ancien. Les archéologues y ont trouvé les racines d'un arbre imposant coupé à la fin du XIe siècle à la suite de la christianisation.
L'île a été nommé selon Freyr, le dieu nordique de la fécondité.

## Personnalités
- Per Hagman (1968-), écrivain suédois, est né à Frösön.